# BeIA
BeIA (rozwinięcie BeOS for Internet Appliances) – wersja systemu BeOS dla systemów wbudowanych.
Interfejs BeIA opiera się na przeglądarce internetowej Wanger, pochodnej Opery. Pod tym względem założenia są podobne do Google Chrome OS. Standardowy interfejs BeOSa oparty na Trackerze jest standardowo niedostępny i do jego uruchomienia jest potrzebna wiedza techniczna.
System ten jest wymieniany jako jedna z przyczyn upadku Be Inc. Nigdy nie osiągnął on założonych udziałów w rynku.

## Urządzenia korzystające z BeIA
- Sony eVilla – sprzedawany jako domowy terminal sieciowy z załadowanym BeIA
- Compaq IA-1 – sprzedawany z BeIA lub z MSN Companion.
- ProView iPAD (PI-520B)
- DT Research DT-300